# Шильниковский (Ульяновская область)
Шильниковский — поселок в Новоспасском районе Ульяновской области в составе Фабричновыселковского сельского поселения.

## География
Находится на реке Томышевка на расстоянии примерно 16 километров по прямой на север от районного центра поселка Новоспасское.

## История
В 1913 году в деревне Шильниковской было учтено 11 дворов и 71 житель. В 1990-х годах работал коопхоз «Самайкинское» .

## Население
Население составляло 66 человек (русские 86%) в 2002 году, 65 по переписи 2010 года.